# H.I. Bies Bryggeri
H.I. Bies Bryggeri var et bryggeri i Hobro grundlagt 1841 og lukket 1980.

## Historie
Bies bryggeri blev grundlagt 6. marts 1841 af brødrene Anthon (1817-1895) og Frederik Bie (1813-1869) som del af en større købmandsgård. Allerede i 1846 overtog den tredje bror Hans Jacob Bie (1821-1904) virksomheden (for 1.400 rigsdaler), som under hans ledelse gennemgik en stærk udvikling præget af industrialismens gennembrud. I 1851 blev alle de gamle udlænger i gården revet ned. Mod vest blev bygget de første to etager af det, som i dag er Kunstetagerne. Den grundmurede bygning rummede maltgøreri (dvs. maltgulve og maltkølle) og bryghus med tilhørende svalehus. Under svalehuset var en kælder, og desuden fandtes der i stueetagen en stald og et karlekammer. Langs gårdens nordlige side opførtes en enetages grundmuret bygning med pakhus, stalde og lade.
Pladsen blev snart for trang. Allerede i 1854 blev pakhuset forhøjet med to etager, og i 1857 blev maltgøreribygningen forhøjet med en etage til lager plus en magasinetage til kornloft. Nu stod bygningerne med de etager, vi kender i dag som Kunstetagerne.
1867 blev bryggeriet udvidet med en bygning til gær og lagerkælder for hvidtøl, dobbeltøl og bitterøl, og i 1876 indledte Bie fabrikation af bajersk øl, hvorfor beliggenheden ved Vester Fjord viste sig perfekt, da der var adgang til rigelige mængder vand. Brygger J.C. Jacobsen var behjælpelig med sin ekspertise i denne forbindelse.
I 1800-tallets sidste årtier voksede bryggeriet kraftigt. 1883 kunne Bie opføre nye gærings- og lagerkældre til det bajerske øl og allerede i 1893 var det nødvendigt med yderligere udvidelser. I begyndelsen blev det meste af produktionen solgt på ankre, men sidst i 1880'erne tog levering på flasker virkelig fart og i 1902 blev der opført en tappehal med moderne maskiner. Fra 1897 blev der også brygget pilsnerøl. På det tidspunkt var to af Bies tre sønner involveret i driften: Jacob Anker Bie (1861-1936) og Viggo Bie (1867-1950). Fra 1936 var Arnold Svendsen (1900-1979) indehaver.
Hele komplekset med gærkældre, vognporte, lagre, ishus, bryghus, have og privatbolig er blevet fredet for at bevare det gamle industrimiljø, som bl.a. arkitekterne Gottlieb Bindesbøll og Vilhelm Dahlerup har sat deres præg på. Forhuset forhuset Adelgade 26 er opført 1859 af Dahlerup.